# Таверна Равиндола (Изернија)
Таверна Равиндола (итал. Taverna Ravindola) је насеље у Италији у округу Изернија, региону Молизе.
Према процени из 2011. у насељу је живело 1125 становника. Насеље се налази на надморској висини од 240 м.